# エリック・テームズ
- エリック・テイムズ

エリック・アレン・テームズ（Eric Allyn Thames、英語発音: /θeɪmz/、1986年11月10日 - ）は、アメリカ合衆国カリフォルニア州サンタクララ出身の元プロ野球選手（一塁手、外野手）。右投左打。
愛称は神、サンナムジャ（상남자：「男の中の男」の意味）。

## 経歴

### プロ入り前
ペパーダイン大学時代はチェイス・ダーノーとチームメイトだった。2007年のMLBドラフト39巡目（全体1191位）でニューヨーク・ヤンキースから指名されるが、この時は契約せずにもう1年間大学でプレー。

### プロ入りとブルージェイズ時代

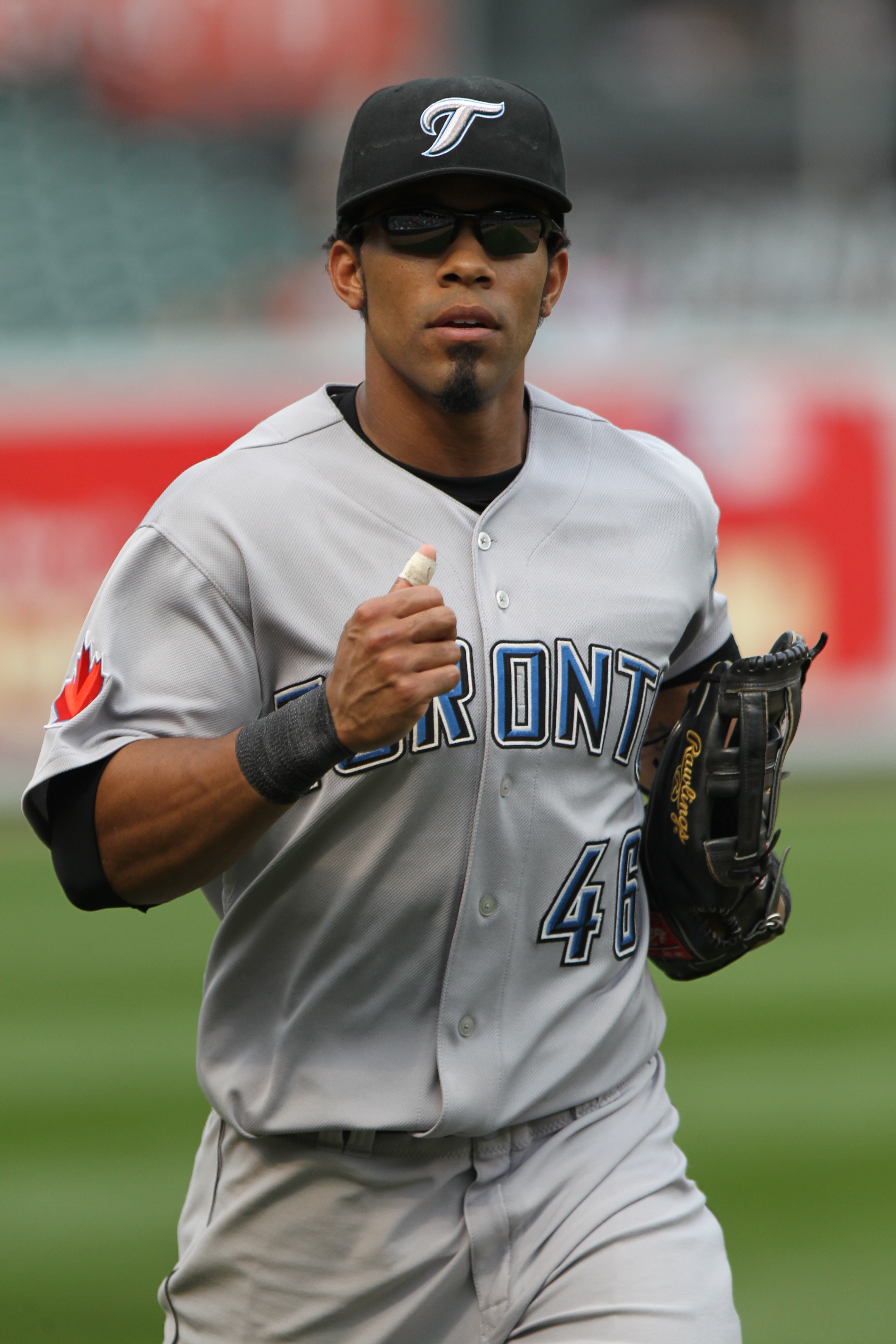
ブルージェイズ時代（2011年9月11日）

2008年のMLBドラフト7巡目（全体219位）でトロント・ブルージェイズから指名され、プロ入り。
2010年はAA級ニューハンプシャー・フィッシャーキャッツで打率.288・27本塁打・104打点という成績を残し、例年ブルージェイズが傘下マイナーリーグ各階級の最優秀選手を表彰する「ハワード・ウェブスター賞」（AA級の部）を受賞した。
2011年はAAA級ラスベガス・フィフティワンズで開幕を迎える。36試合出場時点で打率.342、6本塁打、30打点と活躍し、故障者リスト入りしたアダム・リンドの代替要員として5月18日のタンパベイ・レイズ戦でメジャーデビュー。再昇格した夏場以降は左翼手のレギュラーとして起用され、12本塁打を放った。

### マリナーズ時代
2012年7月31日にスティーブ・デラバーとのトレードで、シアトル・マリナーズへ移籍した。

### オリオールズ傘下時代
2013年6月30日にタイ・ケリーとのトレードで、ボルチモア・オリオールズへ移籍した。移籍後は主に傘下のAAA級ノーフォーク・タイズでプレーしていたが、9月1日にDFAとなった。

### アストロズ傘下時代
2013年9月5日にウェイバー公示を経てヒューストン・アストロズへ移籍した。オフの12月9日に自由契約となった。

### NCダイノス時代
2013年12月10日に韓国プロ野球（KBO）のNCダイノスと契約し、球団史上初の外国人野手となった。登録名は테임즈（テイムジュ）。
2014年は、打率.343（リーグ8位）、37本塁打（同2位）、121打点（同2位）、305塁打（同3位）、95得点（同6位）、6三塁打（同8位タイ）などの好成績で、チームの4番打者としてシーズンを通して活躍した。
2015年4月9日、起亜タイガース戦でKBO史上16人目のサイクル安打を記録した。8月11日のネクセン・ヒーローズ戦でKBO史上初の1シーズン2度目のサイクル安打も記録した。8月28日のハンファ・イーグルス戦でKBO史上6人目の30本塁打・30盗塁を達成、10月2日にはSKワイバーンズ戦でアジアプロ野球史上初のシーズン40本塁打・40盗塁を達成した。また打率.381で自身初の個人タイトルとなる首位打者、MVPを受賞し、他にも180安打（リーグ4位）、42二塁打（同1位タイ）、5三塁打（同6位タイ）、47本塁打（同3位タイ）、140打点（同2位）、373塁打（同2位）、40盗塁（同5位）、130得点（同1位）、103四球（同2位）、出塁率.497（同1位）、長打率.790（同1位）、OPS1.287（同1位）などと圧倒的な成績を残し、長打率とOPSでKBO記録を塗り替えた。一塁手としてゴールデングラブ賞も受賞した。
2016年は2年連続40本塁打を記録し、崔廷とともに自身初の本塁打王となった。しかしその一方で、9月30日に飲酒運転で取り締まりを受け、KBOから公式戦残り試合の出場停止、ポストシーズン1試合の出場停止、罰金5,000ドルの処分が下された。

### ブルワーズ時代

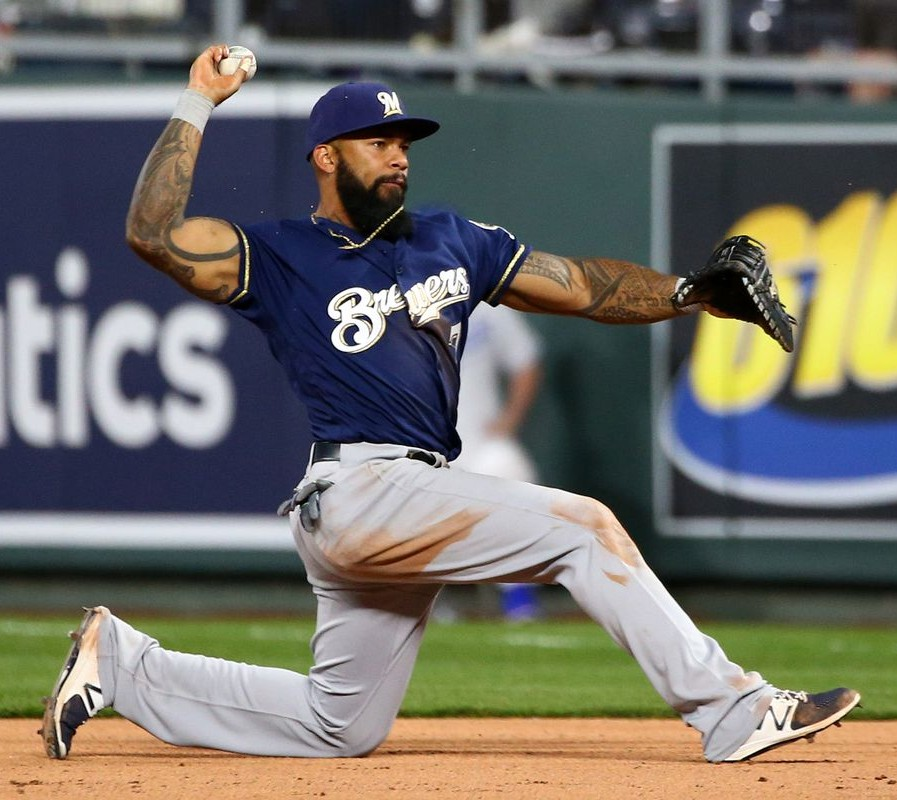
ミルウォーキー・ブルワーズ時代
（2019年）

2016年11月29日にミルウォーキー・ブルワーズと3年総額1500万ドルで契約し、4年ぶりにメジャーに復帰した。
2017年は5年ぶりにMLB復帰。4月にはリーグトップの11本塁打を記録すると同時に、4月月間最多本塁打記録に並んだ。2017年シーズン通算では31本塁打を記録。これにより、初めてKBOとMLBの両方でシーズン30本塁打以上を記録した選手となった。シーズン後の10月19日に古巣NC戦にて始球式を行うために訪韓した。
2019年、オフの10月31日にフリーエージェント(FA)となった。

### ナショナルズ時代
2020年1月8日にワシントン・ナショナルズと400万ドルの1年契約を結んだ。41試合の出場で打率.203、3本塁打、12打点だった。オフの10月28日に球団が契約延長オプションを放棄したため、FAとなった。

### 巨人時代
2020年12月30日に日本プロ野球（NPB）の読売ジャイアンツと120万ドル（約1億2500万円）の1年契約を結んだ。背番号は44。
2021年はCOVID-19流行の影響による入国制限で開幕までに来日できず、3月29日に来日。2週間の隔離生活を経て4月中旬にようやくチームに合流し、入団会見を行った。その後は二軍公式戦9試合に出場し打率.500（22打数11安打）、4本塁打、15打点を記録し、4月27日に一軍へと昇格した。同日の東京ヤクルトスワローズ戦（明治神宮野球場）では6番・左翼手で先発出場したが、3回裏一死一・二塁の場面でホセ・オスナの放った打球をジャンプして捕球しようとした際に右脚を負傷して転倒し、悶絶。そのまま自力で起き上がることが出来ずに担架に乗せられて退場した。試合後、病院にて右アキレス腱断裂と診断された。その後は4月30日に手術を受けるためにアメリカへ帰国したまま、復帰することなくシーズン途中の8月23日に退団が発表された。結果的にわずか1試合、2打席、3イニング足らずの出場で日本を去った。

### アスレチックス傘下時代
当初は韓国球界復帰を目指していたが、2022年2月18日にオークランド・アスレチックスとマイナー契約を結んだ。しかし、メジャー昇格することなく5月10日に解雇された。
2023年2月16日、自身のInstagramにて現役引退を発表した。

## 人物
- 2016年4月、韓国の昌原市から名誉市民の称号を与えられた[26]。
- 2019年1月、韓国の人気歌番組『覆面歌王（朝鮮語版）』に出演し、スティーヴィー・ワンダーの「可愛いアイシャ」や韓国語で10cm（朝鮮語版）の「アメリカーノ」を歌って称賛された[27]。
- 2021年4月25日、日本ハム二軍本拠地であるファイターズ鎌ケ谷スタジアム公式戦通算2500号本塁打を放った際にマツオから贈られた特上ラム肉100人前（25kg相当）を、「若い選手たちに腹いっぱい食べさせてあげてほしい」と巨人の寮に届けてもらうようにスタッフに頼んでいる[28]。

## 詳細情報

### 年度別打撃成績
| 年 度    | 球 団    | 試 合 | 打 席 | 打 数 | 得 点 | 安 打 | 二 塁 打 | 三 塁 打 | 本 塁 打 | 塁 打 | 打 点 | 盗 塁 | 盗 塁 死 | 犠 打 | 犠 飛 | 四 球 | 敬 遠 | 死 球 | 三 振 | 併 殺 打 | 打 率 | 出 塁 率 | 長 打 率 | O P S |
| -------- | -------- | ----- | ----- | ----- | ----- | ----- | -------- | -------- | -------- | ----- | ----- | ----- | -------- | ----- | ----- | ----- | ----- | ----- | ----- | -------- | ----- | -------- | -------- | ----- |
| 2011     | TOR      | 95    | 394   | 362   | 58    | 95    | 24       | 5        | 12       | 165   | 37    | 2     | 1        | 1     | 3     | 23    | 0     | 5     | 88    | 7        | .262  | .313     | .456     | .769  |
| 2012     | TOR      | 46    | 160   | 148   | 17    | 36    | 7        | 1        | 3        | 54    | 11    | 0     | 1        | 0     | 2     | 9     | 0     | 1     | 40    | 7        | .243  | .288     | .365     | .652  |
| 2012     | SEA      | 40    | 130   | 123   | 10    | 27    | 5        | 2        | 6        | 54    | 14    | 1     | 0        | 1     | 0     | 6     | 0     | 0     | 47    | 0        | .220  | .256     | .439     | .695  |
| '12計    | SEA      | 86    | 290   | 271   | 27    | 63    | 12       | 3        | 9        | 108   | 25    | 1     | 1        | 1     | 2     | 15    | 0     | 1     | 87    | 7        | .232  | .273     | .399     | .672  |
| 2014     | NC       | 125   | 514   | 443   | 95    | 152   | 30       | 6        | 37       | 305   | 121   | 11    | 2        | 0     | 6     | 58    | 5     | 7     | 99    | 6        | .343  | .422     | .688     | 1.110 |
| 2015     | NC       | 142   | 595   | 472   | 130   | 180   | 42       | 5        | 47       | 373   | 140   | 40    | 8        | 0     | 7     | 103   | 11    | 13    | 91    | 7        | .381  | .497     | .790     | 1.287 |
| 2016     | NC       | 123   | 529   | 436   | 118   | 140   | 30       | 3        | 40       | 296   | 121   | 13    | 4        | 0     | 7     | 74    | 6     | 12    | 103   | 2        | .321  | .427     | .679     | 1.106 |
| 2017     | MIL      | 138   | 551   | 469   | 83    | 116   | 26       | 4        | 31       | 243   | 63    | 4     | 2        | 0     | 0     | 75    | 5     | 7     | 163   | 6        | .247  | .359     | .518     | .877  |
| 2018     | MIL      | 96    | 278   | 247   | 41    | 54    | 10       | 3        | 16       | 118   | 37    | 7     | 0        | 0     | 0     | 29    | 4     | 2     | 97    | 3        | .219  | .306     | .478     | .783  |
| 2019     | MIL      | 149   | 459   | 396   | 67    | 98    | 23       | 2        | 25       | 200   | 61    | 3     | 2        | 0     | 2     | 51    | 4     | 10    | 140   | 0        | .247  | .346     | .505     | .851  |
| 2020     | WSH      | 41    | 140   | 123   | 10    | 25    | 5        | 0        | 3        | 39    | 12    | 1     | 0        | 0     | 0     | 14    | 1     | 3     | 42    | 2        | .203  | .300     | .317     | .617  |
| 2021     | 巨人     | 1     | 2     | 2     | 0     | 0     | 0        | 0        | 0        | 0     | 0     | 0     | 0        | 0     | 0     | 0     | 0     | 0     | 2     | 0        | .000  | .000     | .000     | .000  |
| MLB：6年 | MLB：6年 | 605   | 2112  | 1868  | 286   | 451   | 100      | 17       | 96       | 873   | 235   | 18    | 6        | 2     | 7     | 207   | 14    | 28    | 617   | 25       | .241  | .325     | .467     | .792  |
| KBO：3年 | KBO：3年 | 390   | 1638  | 1351  | 343   | 472   | 102      | 14       | 124      | 974   | 382   | 64    | 14       | 0     | 20    | 235   | 22    | 32    | 293   | 15       | .349  | .451     | .721     | 1.172 |
| NPB：1年 | NPB：1年 | 1     | 2     | 2     | 0     | 0     | 0        | 0        | 0        | 0     | 0     | 0     | 0        | 0     | 0     | 0     | 0     | 0     | 2     | 0        | .000  | .000     | .000     | .000  |

- 2020年度シーズン終了時
- 各年度の太字はリーグ最高、赤太字はKBOにおける歴代最高。

### 年度別守備成績
一塁守備
| 年 度 | 球 団 | 一塁（1B） | 一塁（1B） | 一塁（1B） | 一塁（1B） | 一塁（1B） | 一塁（1B） |
| 年 度 | 球 団 | 試 合      | 刺 殺      | 補 殺      | 失 策      | 併 殺      | 守 備 率   |
| ----- | ----- | ---------- | ---------- | ---------- | ---------- | ---------- | ---------- |
| 2014  | NC    | 118        | 913        | 71         | 13         | 92         | .987       |
| 2015  | NC    | 125        | 934        | 70         | 4          | 88         | .996       |
| 2016  | NC    | 114        | 803        | 52         | 4          | 88         | .995       |
| 2017  | MIL   | 108        | 805        | 71         | 6          | 79         | .993       |
| 2018  | MIL   | 29         | 194        | 15         | 3          | 15         | .986       |
| 2019  | MIL   | 105        | 639        | 45         | 3          | 63         | .996       |
| 2020  | WSH   | 27         | 163        | 9          | 2          | 20         | .989       |
| KBO   | KBO   | 357        | 2650       | 193        | 20         | 268        | .993       |
| MLB   | MLB   | 269        | 1801       | 140        | 14         | 177        | .993       |

外野守備
| 年 度 | 球 団 | 左翼（LF） | 左翼（LF） | 左翼（LF） | 左翼（LF） | 左翼（LF） | 左翼（LF） | 右翼（RF） | 右翼（RF） | 右翼（RF） | 右翼（RF） | 右翼（RF） | 右翼（RF） |
| 年 度 | 球 団 | 試 合      | 刺 殺      | 補 殺      | 失 策      | 併 殺      | 守 備 率   | 試 合      | 刺 殺      | 補 殺      | 失 策      | 併 殺      | 守 備 率   |
| ----- | ----- | ---------- | ---------- | ---------- | ---------- | ---------- | ---------- | ---------- | ---------- | ---------- | ---------- | ---------- | ---------- |
| 2011  | TOR   | 52         | 91         | 1          | 1          | 0          | .989       | 27         | 55         | 1          | 1          | 1          | .982       |
| 2012  | TOR   | 43         | 72         | 0          | 1          | 0          | .986       | -          | -          | -          | -          | -          | -          |
| 2012  | SEA   | 1          | 3          | 0          | 0          | 0          | 1.000      | 35         | 70         | 1          | 2          | 0          | .973       |
| '12計 | SEA   | 44         | 75         | 0          | 1          | 0          | .987       | 35         | 70         | 1          | 2          | 0          | .973       |
| 2014  | NC    | 1          | 0          | 0          | 0          | 0          |            | -          | -          | -          | -          | -          | -          |
| 2017  | MIL   | 25         | 25         | 0          | 1          | 0          | .962       | 5          | 5          | 0          | 0          | 0          | 1.000      |
| 2018  | MIL   | 10         | 11         | 1          | 0          | 1          | 1.000      | 31         | 46         | 1          | 2          | 0          | .959       |
| 2019  | MIL   | -          | -          | -          | -          | -          | -          | 12         | 10         | 1          | 0          | 0          | 1.000      |
| 2021  | 巨人  | 1          | 0          | 0          | 1          | 0          | .000       | -          | -          | -          | -          | -          | -          |
| MLB   | MLB   | 131        | 202        | 2          | 3          | 1          | .986       | 110        | 186        | 4          | 5          | 1          | .974       |

- 2021年度シーズン終了時
- 各年度の太字はリーグ最高

### タイトル
KBO
- KBO MVP：1回（2015年）
- ゴールデングラブ賞：2回（2015年、2016年）
- 首位打者：1回（2015年）
- 最多本塁打：1回（2016年）
- 最高長打率（朝鮮語版）：2回（2015年、2016年）
- 最高出塁率：1回（2015年）
- 最多得点（朝鮮語版）：1回（2015年）

### 記録
KBO
- サイクル安打：
  - 2015年4月9日、対起亜タイガース戦（光州起亜チャンピオンズフィールド） ※史上17人目
  - 2015年8月12日、対キウム・ヒーローズ戦（木洞野球場） ※史上18人目、1シーズン2度目は史上初
- 30本塁打 30盗塁：2015年8月28日、対ハンファ・イーグルス戦（馬山総合運動場野球場） ※史上8人目
- 40本塁打 40盗塁：2015年10月2日、対SKワイバーンズ戦（文鶴野球場） ※史上初

NPB
- 初記録
  - 初出場・初先発出場：2021年4月27日、対東京ヤクルトスワローズ4回戦（明治神宮野球場）、6番・左翼手で先発出場
  - 初打席：同上、1回表に田口麗斗から空振り三振

### 背番号
- 46（2011年）
- 14（2012年 - 同年途中、2014年 - 2016年）
- 10（2012年途中 - 同年終了）
- 7（2017年 - 2019年）
- 9（2020年）
- 44（2021年 - 同年8月22日）